# 龔士楷
龔士楷（?—?），四川營山縣人，清朝政治人物。

## 生平
乾隆四年（1739年）進士。乾隆三十年（1765年）任湖北蒲圻縣（今屬湖北省赤壁市）知縣。